# Городская аптека (Гера)
Городская аптека (нем. Stadtapotheke) — здание в историческом центре города Гера, в котором располагалась аптека; известно своим богато украшенным окном-эркером. Является городским памятником архитектуры.

## История и описание
Современной здание городской аптеки было построено на рубеже XVI—XVII веков: надпись на знаменитом эркере содержит упоминание 1606 года. В начале XVII века здание принадлежало бургомистру Геры Хансу Хёрелю и являлось административным. Городская аптека — как компания — также была основана в начале XVII века, в 1603 году: но она переехала в данное здание только в 1847 году, дав ему своё название. В период с 1998 по 2001 год строение в историческом центре Геры было капитально отремонтировано и отреставрировано. Круглое богато украшенное окно-эркер занимает два этажа здания; оно содержит барельефы с изображения четырех времен года (первый уровень, второй этаж) и четыре герба (второго уровень, третий этаж). Помимо герба бывшего суверена города Генриха Второго из дома Ройсс-Гера (Рейс-Гера), изображены гербы его матери и двух жен (из рода Гогенлоэ и Шварцбург). Между панелями c гербами и временами года изображены десять апостолов (на первом ярусе: Варфоломей, Иаков Старший, Симон Петр, Андрей и Христофор; на втором — Фома, Филипп, Павел, Иуда Фаддей и Иоанн). По состоянию на конец 2018 года в здании, являющимся памятником архитектуры, продолжала функционировать аптека.